# Guerra austro-turca (1788-1791)
La guerra austro-turca dal 1788 al 1791 (detta anche guerra austro-ottomana) fu una guerra combattuta dal 1788 al 1791 tra la Monarchia asburgica (Austria) e l'Impero ottomano. La guerra si svolse parallelamente e contemporaneamente allo scoppio della guerra russo-turca (1787–92) che vide coinvolto l'Impero ottomano contro la Russia. Spesso le due guerre vengono sovrapposte o addirittura confuse sebbene si tratti di due differenti conflitti.

## Premesse
La guerra iniziò con il conflitto russo-turco. L'Impero russo, guidato da Caterina la Grande, era rimasto coinvolto nelle precedenti guerre di aggressione e di conquista contro gli ottomani, e le due nazioni erano ormai apertamente ostili tra loro. Nell'agosto del 1787, dopo "numerose provocazioni russe" (Hochedlinger), l'Impero ottomano dichiarò guerra ai russi. L'imperatore austriaco Giuseppe II aveva concluso una alleanza coi russi nel 1781, che (Hochedlinger) "lo obbligava ad assistere i russi con tutte le sue forze ... Vienna sapeva di dover agire prontamente per non innervosirla [la zarina]. Quello che Giuseppe doveva fare di sicuro era assicurarsi che l'Austria non sarebbe uscita ancora una volta a mani vuote da qualsiasi conflitto, come era accaduto in Crimea nel 1783–84."
Contemporaneamente, Giuseppe stava fronteggiando la Rivoluzione del Brabante nell'attuale Belgio; così come le tensioni a lungo termine con la potente vicina, la Prussia. Hochedlinger ritiene "che la guerra non potesse venire in un momento più inopportuno."
Hochedlinger ritiene inoltre che i Turchi fecero un grosso errore a iniziare loro la guerra. Dal punto di vista russo, "il conflitto era presentabile al pubblico europeo come una guerra difensiva contro il loro principale aggressore. L'aggressione turca creò delle difficoltà inoltre alla Francia nel continuare il suo tradizionale ruolo di protettrice del Sultano contro la rapacità russa".

## Gli eventi bellici
Gli austriaci entrarono in guerra nel febbraio del 1788, anche se persero l'opportunità di una vittoria facile. I lenti preparativi della Russia portarono gli ottomani a concentrarsi a Belgrado. Gli austriaci speravano nel supporto russo in Moldavia, sostegno che però giunse solo alla fine del 1788, e Giuseppe II sembrava riluttante a combattere da solo i turchi. A luglio, gli ottomani attraversarono il Danubio e irruppero nel Banato austriaco. La scarsità di rifornimenti colpì ambo le parti, mentre gli austriaci dovettero in più subire una pestilenza. 50 000 rifugiati serbi inoltre attraversarono il Danubio, causando dei problemi logistici agli austriaci. A metà agosto, Giuseppe II inviò 20 400 soldati nel Banato. Venne costituito nel Banato un Libero Corpo Serbo di 5 000 soldati, composto di rifugiati che avevano lasciato le loro terre con lo scoppio del conflitto con l'Impero ottomano. I Corpi combatterono per la liberazione della Serbia e la sua unificazione sotto il dominio degli Asburgo.
Successivamente, l'ago della bilancia propense per l'Austria: i turchi vennero espulsi dal Banato e dalla Bosnia, e Belgrado venne presa in una campagna di tre settimane ad opera del feldmaresciallo von Laudon. La Serbia occupata dagli Asburgo (1788-92) venne ufficialmente stabilita. L'esercito austriaco partecipò decisamente alle vittorie di Focşani e Rymnik sotto il comando generale di Suvorov e Giosia di Sassonia-Coburgo-Saalfeld che conquistarono Bucarest.

## La conclusione della guerra
Il successore di Giuseppe II, suo fratello Leopoldo II, venne costretto a porre fine alla guerra sotto la minaccia dell'intervento prussiano in supporto degli ottomani. Nei negoziati finali, concordati nel trattato di Sistova, l'Austria ottenne ben poco: dovette restituire tutti i territori conquistati ad eccezione del piccolo villaggio di Orșova e di una striscia di terra presso il confine bosniaco-croato.
I russi intanto con la loro guerra avevano invece ottenuto un nuovo territorio presso il Mar Nero, costringendo inoltre i turchi a riconoscere tali conquiste (trattato di Iași).
La Serbia che era sotto il dominio ottomano prima della guerra, venne sconfitta e rimase possedimento dell'Impero ottomano anche dopo il trattato finale. La guerra, che ebbe conseguenze importanti nella futura storia della Serbia.

## Conseguenze
La guerra fu ben poco rilevante per l'Austria e anzi ebbe addirittura effetti negativi sulla sua economia interna ed esterna e fece deragliare il progresso raggiunto nel XVIII secolo per la creazione di una moderna società civile austriaca. Lo storico Calinger scrisse a tal proposito:

Pur avendo sufficiente tempo e risorse finanziarie per portare avanti le sue riforme interne allo stato, Giuseppe II necessitava della stabilità in politica estera per poter proseguire. È risaputo che la guerra stoppò tutte le riforme. La politica estera predatoria di Giuseppe II, ad ogni modo, ben si adattava a quella di Caterina II, fatto che lo trascinò nella guerra contro i turchi ottomani dal 1788 al 1791. La guerra devastò la sua economia domestica. L'anno successivo all'inizio della guerra il debito nazionale sfiorava i 22 milioni di gulden e nel 1790 esso aveva raggiunto i 400 000 milioni. Il costo del cibo e delle tasse aumentò e venne prescritta la coscrizione obbligatoria, fatto che fece peggiorare il morale di Vienna. Scoppiarono delle rivolte per il prezzo del pane dopo un cattivo raccolto che nell'annata 1788/89 andò a peggiorare il tutto e l'impopolarità dell'imperatore si fece sempre più sentire.

Lo storico Solomon scriveva che persino "il morale dell'élite culturale era stato pesantemente eroso; i timori della coscrizione portò diverse famiglie aristocratiche ad abbandonare Vienna, e vi era un diffuso sentimenti di disillusione nei confronti dell'imperatore Giuseppe, un senso di essere stati traditi nelle promesse di un movimento di riforma illuministica."